# So Yesterday
«So Yesterday» — перший сингл другого студійного альбому американської поп-співачки Гіларі Дафф — «Metamorphosis». В США сингл вийшов 15 липня 2003. Пісня написана командою The Matrix (Лорен Крісті, Скот Спок, Грехем Едвардс) та Чарлі Міднайтом; спродюсована командою The Matrix. Пізніше пісня увійшла до збірника Дафф «Most Wanted» (2005), «4Ever» (2006) та збірника хітів «Best of Hilary Duff» (2008). Музичне відео зрежисоване Крісом Апелбаумом; прем'єра відеокліпу відбулась 24 липня 2003.
Сингл отримав платинову сертифікацію від австралійської компанії ARIA, продаючись на території Австралії у 70,000 копій. Сингл досяг 42 місця американського чарту Billboard Hot 100, 8 місця австралійського чарту Australian Singles Chart та увійшла у топ-10 чартів Франції і Великій Британії.

## Створення пісні
Хоча на той час Дафф вже записала такі пісні, як «I Can't Wait», «Why Not» і «What Dreams Are Made Of», які отримали достатню підтримку з боку трансляції на радіо Radio Disney, виконавчі продюсери Buena Vista Music Group прагнули допомогти Дафф дістатися до більш дорослої аудиторії. Внаслідок цього Андре Реке, виконавчий продюсер Buena Vista, Дафф та її матір залучили до створення першого повного студійного альбому Дафф «Metamorphosis» команду авторів пісень та записування композицій The Matrix, яка складається із Лорен Крісті, Скота Спока і Грехема Едвардса. «So Yesterday» became one of three songs produced by the team for the album, and was the last song recorded for the album. Пісня «So Yesterday» стала одною із трьох пісень платівки, спродюсованою командою, і була останньою піснею, записаною для «Metamorphosis».
Сама Дафф зазначила, що після першого прослуховування пісня не дуже їй сподобалась. Проте її думка змінилася, коли вона почала прослуховувати композицію частіше; Дафф вирішила віддати роботі над піснею «всі 100 відсотків» та не коментувати негативно щодо неї. В результаті вона «почала любити її», кажучи що «це така весела пісня, і вона багато для мене значить». Боб Кавалло, голова лейблу Buena Vista Records, прокоментував, що пісня «стала набагато дорослішою у порівнянні із попередніми роботами, які вона виконувала».

## Музичне відео
Музичне відео зрежисоване Крісом Апелбаумом. Зйомки відбулися у березні 2003 в Каліфорнії. Прем'єра відеокліпу відбулась 24 липня 2003 на каналі MTV. 26 липня 2003 відеокліп показали в програмі каналу MTV Making the Video.
Музичне відео досягло першого місця чарту Total Request Live каналу MTV. У Британії на тому ж чарті він досяг 4 місця. Пізнього серпня 2003 відео було найчастішим потоковим відео, яке показували на AOL.

## Список пісень
CD-сингл для США/Канади/Японії
1. «So Yesterday» — 3:34
2. «Working It Out» — 3:21

CD-сингл для Франції/Німеччини
1. «So Yesterday» — 3:36
2. «So Yesterday» (Thunderpuss mix) — 4:17

CD-сингл для Австралії
1. «So Yesterday» (Lauren Christy, Charlie Midnight, Graham Edwards, Scott Spock) — 6:59
2. «Workin' It Out» (Midnight, Charlton Pettus, Marc Swersky) — 3:21
3. «So Yesterday» (музичне відео)

Максі CD-сингл для Австралії
1. «So Yesterday» — 3:34
2. «So Yesterday» (Thunderpuss mix) — 4:16
3. «So Yesterday» (Joe Bermudez dance mix) — 3:37
4. «Working It Out» — 3:21

Максі CD-сингл 1 для Британії / Максі CD-сингл для Німеччини
1. «So Yesterday» — 3:36
2. «Girl Can Rock» (Midnight, D. Weston Jr.) — 3:25
3. «Metamorphosis Megamix» — 5:33

Максі CD-сингл 2 для Британії / Максі CD-сингл для Франції
1. «So Yesterday» — 3:36
2. «Workin' It Out» — 3:21
3. «So Yesterday» (Thunderpuss mix)

## Список офіційних версій та реміксів
- альбомна версія — 3:35
- Joe Bermudez Dance Mix — 3:37
- Joe Bermudez Ultimix — 6:11
- Thunderpuss Radio Mix — 4:20
- Thunderpuss Club Mix — 7:40
- Thunderpuss Tribeapella — 5:25
- ThunderDUB — 7:08

## Чарти
Сингл досяг 42 місця американського чарту Billboard Hot 100. У Канаді пісня сягнула 2 місця чарту Canadian Hot 100. В Австралії пісня досягла 8 місця чарту Australian Singles Chart і посіла 49 місце на чарті закінчення 2003 року. Композиція досягнула топу-10 чартів Нідерландів, Франції, Ірландії, Великої Британії.
Тижневі чарти
| Чарт (2003)                               | Місце |
| ----------------------------------------- | ----- |
| Australian Singles Chart                  | 8     |
| Belgium (Ultratop 50 Flanders) (Фландрія) | 11    |
| Belgium (Ultratop 50 Wallonia) (Валлонія) | 24    |
| Brazilian Singles Chart                   | 54    |
| Canada (Canadian Hot 100)                 | 2     |
| France French Singles Chart               | 8     |
| Germany German Singles Chart              | 46    |
| Irish Singles Chart                       | 6     |
| Japan Japanese Singles Chart              | 199   |
| Netherlands Dutch Top 40                  | 5     |
| Netherlands Single Top 100                | 4     |
| New Zealand Recorded Music NZ             | 23    |
| Swiss Singles Chart                       | 28    |
| UK Singles (Official Charts Company)      | 9     |
| U.S. Billboard Hot 100                    | 42    |
| U.S. Billboard Pop 100                    | 15    |
| U.S. Billboard Hot 100 Singles Sales      | 1     |

Річні чарти
| Чарт (2003)              | Місце |
| ------------------------ | ----- |
| Australian Singles Chart | 49    |

## Продажі
В 2004 пісня отримала платинову сертифікацію від австралійської компанії ARIA, продаючись на території Австралії у 70,000 копій
| Країна           | Сертифікація (таблиця продажів та сертифікатів) | Продажі |
| ---------------- | ----------------------------------------------- | ------- |
| Австралія (ARIA) | Платина                                         | +70,000 |

## Історія релізів
| Країна          | Дата            | Формат           | Лейбл                 | Виноски       |
| --------------- | --------------- | ---------------- | --------------------- | ------------- |
| США             | 15 липня 2003   | Mainstream radio | Buena Vista Hollywood |               |
| Канада          | 29 липня 2003   | CD-сингл         | Buena Vista Hollywood | [ 8 ]         |
| США             | 29 липня 2003   | CD-сингл         | Buena Vista Hollywood | [ 9 ]         |
| Австралія       | 8 вересня 2003  | CD-сингл         | Universal Music       | [ 10 ]        |
| Велика Британія | 20 жовтня 2003  | CD-сингл         | Universal Music       | [ 11 ] [ 12 ] |
| Японія          | 22 жовтня 2003  | CD-сингл         | Universal Music       | [ 13 ]        |
| Франція         | 5 січня 2004    | CD-сингл         | Warner Music          | [ 14 ] [ 15 ] |
| Німеччина       | 29 березня 2004 | CD-сингл         | Warner Music          | [ 16 ]        |